# 정철총통
정철총통(正鐵銃筒)은 임진왜란 와중에 정사준이 개발한 총통이다.
조선군의 개인화기인 승자총통이 일본군의 종자도총에 비해 총포신이 짧아 비거리가 떨어지는 문제가 있어서 개발되었다. 정철(참쇠) 총열에 조총처럼 나무몸통과 방아쇠를 달아 개량한 것이다. 이후 조총의 수입 및 완전한 현지화에 성공하자 사장되었다.